# Iluzjonizm

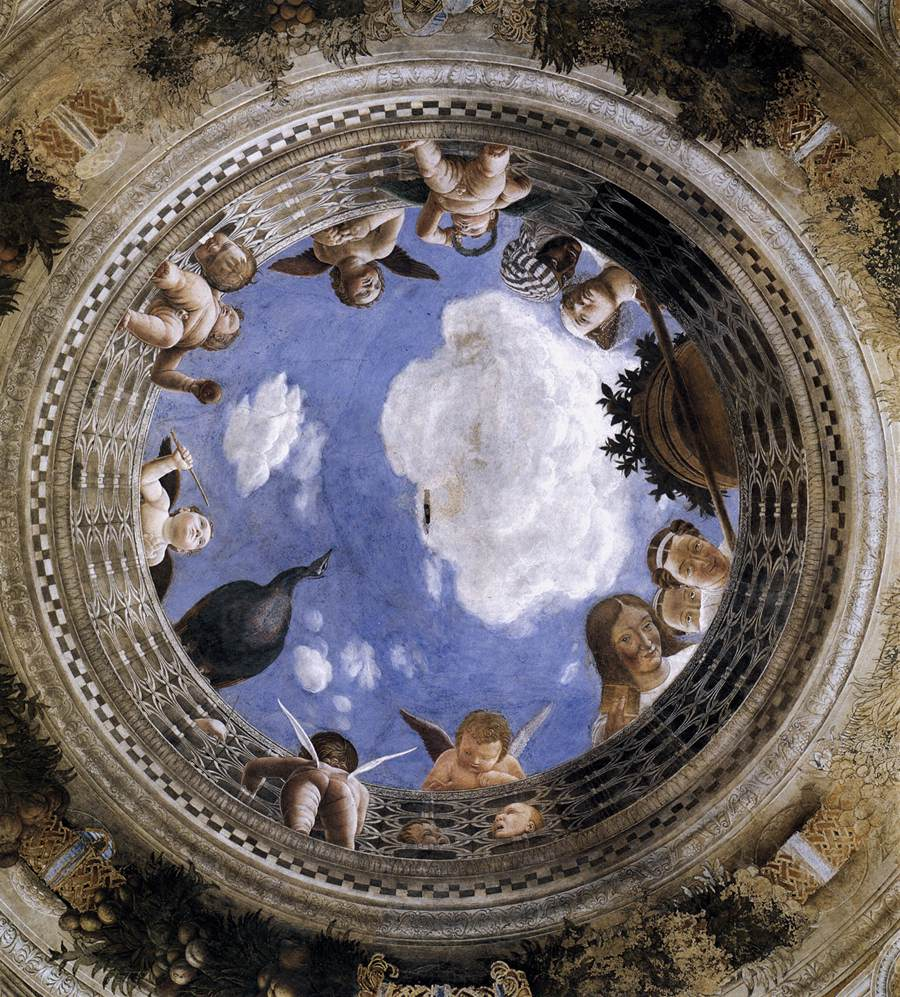
Andrea Mantegna, plafon w Camera degli Sposi, Palazzo Ducale w Mantui, 1473, fresk

Iluzjonizm (łac. illusio –złudzenie) – technika malarska przedstawiania rzeczywistości takimi środkami, które akcentują relacje przestrzenne między ukazywanymi przedmiotami i podkreślają ich trójwymiarowość, stwarzając złudzenie rzeczywistości.
W iluzjonizmie stosuje się zasady perspektywy, dążąc do zaakcentowania przestrzeni, oraz budowy anatomicznej, starając się równocześnie oddać wiernie barwę i materialność postaci i przedmiotów. Terminem malarstwo iluzjonistyczne określa się zwłaszcza monumentalne malarstwo ścienne, które przez mistrzowskie opracowanie różnych rodzajów perspektywy i przy stosowaniu skrótów stara się powierzchnię sklepienia i ściany przedstawić jako przestrzeń uciekającą w głąb, zupełnie otwartą lub ograniczoną ramami architektonicznymi, często tworzącą złudzenie zatarcia granic między architekturą malowaną a rzeczywistą. Malarstwo tego typu było popularne już w antyku, a rozwinęło się w renesansie, zwłaszcza we Włoszech od 2 poł. XV w. (Andrea Mantegna). Iluzjonizm często stosowano w malarstwie w okresach silnie dominującego realizmu – w baroku oraz w XIX i XX wieku.
Malarstwo iluzjonistyczne wykorzystujące krzywizny i przełamania powierzchni architektonicznych w taki sposób, by widzowie znajdujący się w określonym miejscu budynku mieli wrażenie realistycznej perspektywy, nazywane jest kwadraturą. Technika ta, wymagająca od artysty wielkiego kunsztu, pozwala stworzyć złudzenie nieistniejących elementów architektonicznych, uzupełniających rzeczywiste powierzchnie i kontury. Malarstwo kwadraturowe rozwinęło się w malarstwie włoskim w XVII wieku, jej mistrzami byli Andrea del Pozzo, Pietro da Cortona, Giovanni Battista Tiepolo, Gerolamo Mengozzi Colonna.
Przykładami iluzjonizmu w architekturze polskiej są barokowe freski w kaplicy pomisjonarskiej w Łowiczu oraz malowidła w teatrze królewskim w Pomarańczarni w Łazienkach w Warszawie (1788).